# 147 pr. n. št.

## Dogodki
- vojna med Sparto in Ahajo;
- rimska vojska zavzame Korint in tako nadzirajo celotno Grčijo.

## Rojstva
- Fraat II., veliki kralj Sasanidskega cesarstva († 127 pr. n. št.)